# Emanuel Mendel Baumgarten
Emanuel Mendel Baumgarten (15. ledna 1828, Kroměříž – 20. března 1908, Vídeň), hebrejsky עמנואל מנדל באומגרטן, v jidiš Menachem Boimgarten, byl rakouský židovský spisovatel z Moravy, básník a hebrejsko-rakouský novinář.

## Životopis
Narodil se v Kroměříži v tradiční židovské rodině Moshe Baumgartena a jeho ženy Pessil (Pesel) a všeobecné vzdělání včetně studia tóry získal na různých ješivách, které navštěvoval soukromě. V roce 1848 přišel do Vídně, kde studoval ekonomii a aktivně se zapojil do vídeňského židovského a německého literárního a žurnalistického života.
V roce 1861 byl zvolen do vídeňské městské rady a stal se tak jedním z prvních Židů v Rakousku, který působil v této funkci. Za pomoc při záchraně zraněných vojáků z rakousko-pruské války a svým aktivitám pro obecné dobro, mu císař František Josef I. udělil Zlatý kříž za zásluhy s korunou.
Po mnoho let působil jako člen městské rady a byl také jedním ze zakladatelů rabínského semináře a vídeňské pobočky světové židovské společnosti.
Baumgarten udělal hodně pro uprchlíky, kteří přišli do Rakouska z Ruska a Rumunska a podpořili zřízení haličských židovských škol.
S manželkou Veronikou (1837–1898), rozenou Milchspeiser, měl pět dětí. Jeho žena pocházela ze Slavkova u Brna. Na náhrobku je Braumgartner uváděn jako čestný občan Slavkova.

### Literární činnost
Emmanuel Baumgarten byl redaktorem ekonomicko-politického deníku Der Fortschritt.
Ve věku 18 let vydal svou knihu „Ruth“ – „Melissa vypráví Elimelechův příběh a jeho rodiny ve čtyřech písních“.
V roce 1854 Baumgarten přeložil do němčiny knihu „Chovot ha-levavot (Povinnosti srdcí)“ španělského rabína Bachja ibn Pakudy.

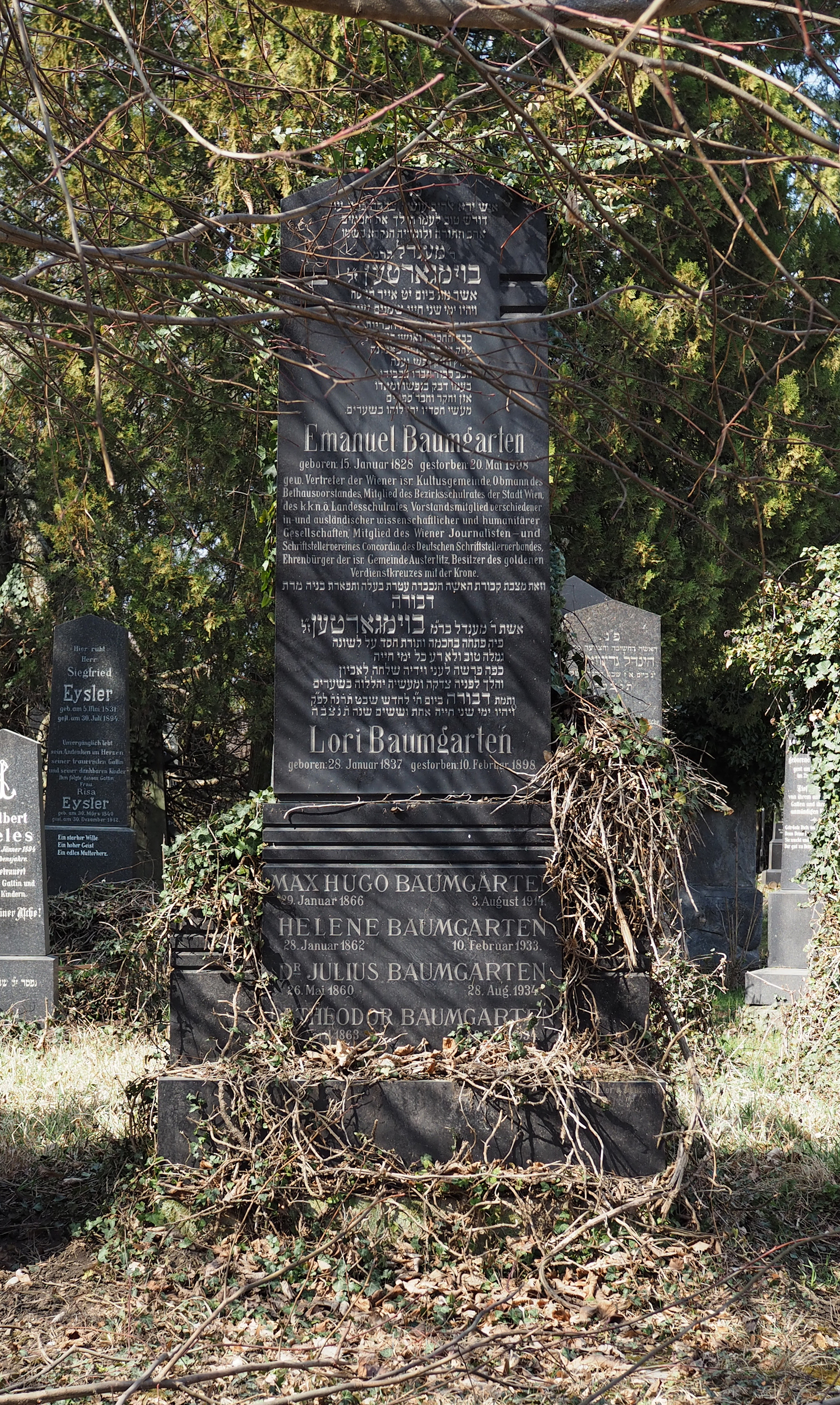
Náhrobek Emanuela Baumgartena a jeho manželky Deborah (Lori) ve staré židovské části Ústředního hřbitova ve Vídni